# 5103 Diviš
5103 Diviš eller 1986 RP1 är en asteroid i huvudbältet som upptäcktes den 4 september 1986 av den tjeckiske astronomen Antonín Mrkos vid Kleť-observatoriet i Tjeckien. Den är uppkallad efter den tjeckiske munken Prokop Diviš.
Asteroiden har en diameter på ungefär 11 kilometer och den tillhör asteroidgruppen Padua.